# Peter Chen
Peter Pin-Shan Chen (Chinês: 陳品山; 3 de janeiro de 1947) é um cientista da computação nascido em Taiwan e Professor de ciência da computação na Louisiana State University, conhecido como criador do modelo entidade relacionamento.

## Publicações
Peter P. Chen publicou diversos livros e artigos.

### Seleção de Livros
- 2007. Active Conceptual Modeling of Learning: Next Generation Learning-Base System Development. com Leah Y. Wong (Eds.). Springer.
- 1999. Advances in Conceptual Modeling: ER'99 Workshops on Evolution and Change in Data Management, Reverse Engineering in Information Systems, and the World ... (Lecture Notes in Computer Science). Com David W. Embley, Jacques Kouloumdjian, Stephen W. Liddle e John F. Roddick (Eds.) Springer Verlag.
- 1999. Conceptual Modeling: Current Issues and Future Directions (Lecture Notes in Computer Science) Com Jacky Akoka, Hannu Kangassalu, e Bernhard Thalheim.
- 1985. Data & Knowledge Engineering, Volume 1, Número 1, 1985.
- 1981. Entity Relationship Approach to Information Modeling and Analysis.
- 1980. Entity relationship approach to systems analysis and design. North-Holland.